# Jacques Pierre Jean Charles Abbatucci
 (juillet 2025).
Pour les articles homonymes, voir Abbatucci.
Jacques Pierre Jean Charles Abbatucci est un homme politique français né le 2 novembre 1857 à Zicavo (Corse-du-Sud) et décédé le 2 octobre 1927 à Paris (16e arrondissement).
Issu d'une importante famille corse, neveu d'un ancien garde des sceaux, il est élu député de Corse en 1885, comme bonapartiste. Il est invalidé, avec toute la liste en décembre 1885 et battu lors de l'élection partielle.

## Sources
- « Jacques Pierre Jean Charles Abbatucci », dans Adolphe Robert et Gaston Cougny, Dictionnaire des parlementaires français, Edgar Bourloton, 1889-1891 [détail de l’édition]